# Ukrhaz-Energo
Ukrhaz-Energo (ukr. Закрите акціонерне товариство «Укргаз-Энерго») - spółka handlowa, zajmująca się handlem surowcami energetycznymi, głównie ropą naftową i gazem ziemnym, i dostarczaniem ich hurtowym odbiorcom na Ukrainie.
Spółka została utworzona w lutym 2006 przez NAK "Naftohaz Ukrajiny", WAT "Gazprom" i szwajcarską spółkę RosUkrEnergo AG w celu realizacji dostaw gazu ziemnego z Azji Środkowej na Ukrainę, tranzytu gazu z Rosji do Europy Środkowej i Zachodniej oraz sprzedaży gazu na Ukrainie.